# Нижнеленинское
Нижнеле́нинское — село в Ленинском районе Еврейской автономной области России, в составе Ленинского сельского поселения.

## География
Село Нижнеленинское стоит на левом берегу Амура.
Районный центр село Ленинское стоит в 5 км выше села Нижнеленинское, расстояние по автодороге около 10 км.
В двух километрах северо-западнее села находится железнодорожная станция Ленинск — конечная на линии из Биробиджана. В Нижнеленинское проложены подъездные пути. В июне 2013 года была достигнута договорённость о строительстве железнодорожного моста в Китай и продлении линии до китайского Тунцзяна. Планировалось, что мост целиком будет завершён к июню 2018 года. Позднее срок сдачи был перенесён на лето 2019 года и на сентябрь 2019 года. Открытие моста состоялось 16 ноября 2022 года.
Длина железнодорожного моста Нижнеленинское — Тунцзян 2215 м, из которых 329 м приходится на российскую сторону. Мост рассчитан на совмещённую колею: российского и китайского стандартов.
В летнее время действует паромная переправа в Тунцзян, зимой наводится понтонный мост.
Село находится на высоте 47 м над уровнем моря.
Улицы села:
- Переулок Вилковой
- Улица Вилковой
- Переулок Дубинина
- Улица Дубинина
- Лесная
- Осенняя

## Население
| 1992 | 2002 | 2010 |
| ---- | ---- | ---- |
| 210  | ↘204 | ↗212 |